# جان أنويه
جان ماري لوسيان بيير أنوي (بالفرنسية: Jean Marie Lucien Pierre Anouilh)، (23 يونيو 1910 – 3 أكتوبر 1987)، كاتب مسرحي وكاتب سيناريو فرنسي، امتدت مسيرته لخمسة عقود. على الرغم من أن أعماله تراوحت بين الدراما العالية والكوميديا العبثية، إلا أن أنوي اشتهر بشكل خاص بمسرحيته أنتيجون عام 1944، وهي اقتباس من الدراما الكلاسيكية لسوفوكليس، واعتُبرت بمثابة هجوم على حكومة فيشي بقيادة المارشال بيتان.
تتميز مسرحيات أنوي بأسلوبها الأقل تجريبية مقارنة بمعاصريه، وتتمتع بحبكة منظمة وحوار بليغ. كان أنوي واحدًا من أكثر الكتاب الفرنسيين إنتاجًا بعد الحرب العالمية الثانية، حيث تناولت الكثير من أعماله موضوعات تتعلق بالحفاظ على النزاهة في عالم مليء بالتنازلات الأخلاقية.

## حياته

### طفولته وتعليمه
وُلد أنوي في سيريسول، وهي قرية صغيرة على أطراف بوردو في فرنسا، وكان لديه أصول باسكية. كان والده، فرانسوا أنوي، خياطًا، ذكر أنوي أنه ورث عنه الفخر بالحرفية الدقيقة. وقد يعود ميله الفني إلى والدته، ماري-مادلين، عازفة الكمان التي كانت تعزف في مواسم الصيف في أوركسترا الكازينو في منتجع آركاشون الساحلي القريب لزيادة دخل الأسرة المتواضع. كانت ماري-مادلين تعمل في نوبات ليلية في أوركسترا المسرح الموسيقي، وأحيانًا كانت ترافق العروض المسرحية، مما أتاح لأنوي فرصة كبيرة لاستيعاب العروض الدرامية من خلف الكواليس. كان غالبًا ما يحضر البروفات ويطلب من المؤلفين المقيمين السماح له بقراءة النصوص حتى وقت النوم. حاول كتابة المسرحيات لأول مرة هنا، في سن 12 عامًا، على الرغم من أن أعماله الأولى لم تنجو.
في عام 1918، انتقلت العائلة إلى باريس، حيث تلقى أنوي الشاب تعليمه الثانوي في ليسي شابتال. كان جان-لويس بارو، الذي أصبح لاحقًا مخرجًا فرنسيًا بارزًا، تلميذًا هناك في نفس الوقت، ويتذكر أنوي كشخصية مكثفة ومتأنقة إلى حد ما، بالكاد لاحظ صبيًا أصغر منه بعامين. حصل على قبول في كلية الحقوق في السوربون، ولكن بسبب عدم قدرته على إعالة نفسه ماليًا، غادر بعد 18 شهرًا فقط للبحث عن عمل ككاتب نصوص إعلانية في وكالة Publicité Damour. أحب العمل، وتحدث أكثر من مرة بإعجاب ساخر عن الدروس التي تعلمها في فضائل الإيجاز والدقة في اللغة أثناء كتابة النصوص الإعلانية.
استمرت المشاكل المالية لأنوي بعد استدعائه للخدمة العسكرية في عام 1929. وبدعم من راتبه المتواضع من الخدمة العسكرية، تزوج أنوي من الممثلة مونيل فالنتان في عام 1931. على الرغم من أن فالنتان لعبت أدوارًا رئيسية في العديد من مسرحياته، إلا أن ابنته كارولين (من زواجه الثاني) تدعي أن الزواج لم يكن سعيدًا. حتى أن ابنته الصغرى كولومب تدعي أنه لم يكن هناك زواج رسمي بين أنوي وفالنتان التي يُزعم أن لديها علاقات خارج إطار الزواج، مما تسبب لأنوي بالكثير من الألم والمعاناة. كان عدم اليقين حول نسبه الخاص يثقل كاهل الكاتب المسرحي. وفقًا لكارولين، علم أنوي أن والدته كانت على علاقة مع عاشق في مسرح آركاشون، والذي كان في الواقع أباه البيولوجي. على الرغم من ذلك، أنجب أنوي وفالنتان ابنة، كاثرين، في عام 1934، والتي اتبعت خطاهما في العمل المسرحي في سن مبكرة. تسببت عائلة أنوي المتنامية مزيدًا من الضغوط على وضعه المالي المحدود بالفعل. فصمم على دخول عالم الكتابة بدوام كامل، وبدأ في كتابة مشاهد كوميدية للسينما لزيادة دخل الأسرة.

### حياته المهنية
أولى مسرحيات أنويه هي L’Hermine عام 1932، التي كتبها في عام 1929، ولكنها باءت بالفشل. ورغم ذلك، استمر في كتابة مجموعة أخرى من المسرحيات. عانى من الفقر في سنواته الأولى، وأنتج العديد من المسرحيات حتى أصبح سكرتيرًا للممثل والمخرج الكبير لوي جوفيه. ومع مرور الوقت، اكتشف أنه لا يستطيع التعامل مع هذا الرجل الفظ، فترك الشركة. خلال الاحتلال النازي لفرنسا، لم ينحز أنويه إلى أي طرف بشكل صريح، نشر مسرحية أنتيجون، التي يعتبرها البعض من أشهر أعماله، والتي تنتقد بشكل رمزي التعاون مع العدو النازي. ورغم ابتعاده عن السياسة إلى حد كبير، اصطدم أنويه مع ديجول في الخمسينيات.
قسم أنويه مسرحياته بنفسه إلى مجموعات على أساس السمة السائدة في كل مسرحية، وجعلها على النحو التالي:
- سوداء: المسرحيات التراجيدية والواقعية.
- وردية: المسرحيات التي يغلب عليها طابع الفانتازيا.
- برّاقة: المسرحيات التي تمزج بين الطابعين "الوردي" و"الأسود" وتدور في أجواء أرستوقراطية.
- لاذعة أو ساخرة: المسرحيات السوداء التي تثير ضحكًا مريرًا.
- مسرحيات تاريخية: تلك التي يكون أبطالها شخصيات تاريخية.
- باروكية: المسرحيات التي تعتمد على زخرفة المناظر والإكسسوارات والتقنيات الباهظة.
- أعمالي الفاشلة (mes fours).

في عام 1970، تم تكريم أعماله بجائزة سينو ديل دوكا العالمية.

### حياته الخاصة
تزوج أنويه من الممثلة مونيل فالنتان في عام 1931. وفي عام 1953، تزوج زوجته الثانية «نيكول لانكون» التي مات عنها في الثالث من أكتوبر 1987.

## تحليل لمضمون مسرحياته
في العديد من مسرحياته، يعرض "أنويه" للقارئ التباين بين عالم المثالية والواقعية بشكل لا يمكن تجاهله أو المرور عليه مرور الكرام. يشير "بوتشاني" إلى أنه في أعمال أنويه، لا توجد منطقة وسطى لحسم الصراع بين هذين العالمين. يتجلى ذلك بوضوح في مسرحيته Le Voyageur Sans Bagage، حيث نجد شخصية جاستان، المحارب في الحرب العالمية الأولى، الذي يعاني من فقدان الذاكرة. هو لا يتذكر ماضيه المليء بالانحلال الأخلاقي، مثل علاقته بزوجة أخيه وجروحه لأفضل أصدقائه مرات عديدة. هذا الفساد الأخلاقي يتناقض تمامًا مع البراءة التي يظهرها في الوقت الحاضر، وهو تناقض صارخ مع ماضيه. وفي مسرحية أخرى، L'Hermine، يجد البطل نفسه في عالم يتعارض مع مثاليته الرومانسية، حيث يضطر الحب إلى خوض معركة خاسرة ضد المال والمكانة الاجتماعية والطموح والانحلال الأخلاقي. هذا هو جوهر ما يقدمه جان أنويه: معركة بين المثالية والواقعية، حيث يكون الرجل الرومانسي عاجزًا أمام مجتمع يناهض براءته. وفي مسرحية Pièces Roses، يقدم البطل حلاً وسطًا، ولكنه ليس مثاليًا، حيث يتوصل إلى تسوية مقبولة تمكنه من العيش. أما في مسرحية Pièces Noires، فإن المعركة تكون خاسرة منذ البداية، والشخصية محكوم عليها بمواجهة قدر لا مفر منه.

## أعماله الأدبية

### عروض مسرحية: باريس
| المسرحية                                  | المسرح                           | تاريخ العرض    | المخرج/المقدم         | الممثلون                                                          |
| ----------------------------------------- | -------------------------------- | -------------- | --------------------- | ----------------------------------------------------------------- |
| L'Hermine                                 | Théâtre de l'Œuvre               | 26 أبريل 1932  | Paulette Pax          | Pierre Fresnay, Paulette Pax, Marie Reinhardt                     |
| Mandarine                                 | Théâtre de l'Athénée             | 17 يناير 1933  | Gérard Batbedat       | Paul Lalloz, Milly Mathis, Madeleine Ozeray                       |
| Y'avait un prisonnier                     | Théâtre des Ambassadeurs         | 21 مارس 1935   | Marie Bell            | Aimé Clariond, Marguerite Pierry, André Alerme                    |
| Le Voyageur sans bagage                   | Théâtre des Mathurins            | 16 فبراير 1937 | Georges Pitoëff       | Georges Pitoëff, Marthe Mellot, Louis Salou, Madeleine Milhaud    |
| La Sauvage                                | Théâtre des Mathurins            | 10 يناير 1938  | Georges Pitoëff       | Ludmilla Pitoëff, Georges Pitoëff, Louis Salou, Madeleine Milhaud |
| Le Bal de voleurs                         | Théâtre des Arts                 | 17 سبتمبر 1938 | André Barsacq         | Pierre Palau, Madeleine Geoffroy                                  |
| Léocadia                                  | Théâtre de la Michodière         | 28 نوفمبر 1940 | André Barsacq         | Pierre Fresnay, Yvonne Printemps, Marguerite Deval                |
| Le Rendez-vous de Senlis                  | Théâtre de l'Atelier             | 30 يناير 1941  | André Barsacq         | Michel Vitold, Denise Bosc, Jean Dasté, Madeleine Geoffroy        |
| Eurydice                                  | Théâtre de l'Atelier             | 18 ديسمبر 1941 | André Barsacq         | Alain Cuny, Monelle Valentin, Jean Dasté, Auguste Boverio         |
| Antigone                                  | Théâtre de l'Atelier             | 4 فبراير 1944  | André Barsacq         | Monelle Valentin, Jean Davy, Auguste Boverio, André Le Gall       |
| Roméo et Jeanette                         | Théâtre de l'Atelier             | 20 نوفمبر 1946 | André Barsacq         | Maria Casarès, Jean Chevrier, Suzanne Flon, Michel Bouquet        |
| L'Invitation au château                   | Théâtre de l'Atelier             | 4 نوفمبر 1947  | André Barsacq         | Michel Bouquet, Dany Robin, Betty Daussmond, Robert Vattier       |
| Épisode de la vie d'un auteur             | Comédie des Champs-Elysées       | 3 نوفمبر 1948  | Roland Piétri         | Claude Sainval, Héléna Manson, Jean-Paul Roussillon               |
| Ardèle ou la Marguerite                   | Comédie des Champs-Elysées       | 3 نوفمبر 1948  | Roland Piétri         | Marcel Pérès, Jacques Castelot, Mary Morgan, Andrée Clément       |
| La Répétition ou l'Amour puni             | Théâtre Marigny                  | 25 أكتوبر 1950 | Jean-Louis Barrault   | Jean-Louis Barrault, Jean Servais, Madeleine Renaud               |
| Colombe                                   | Théâtre de l'Atelier             | 11 فبراير 1951 | André Barsacq         | Marie Ventura, Danièle Delorme, Yves Robert                       |
| La Valse des toréadors                    | Comédie des Champs-Elysées       | 9 يناير 1952   | Roland Piétri         | Claude Sainval, Marie Ventura, Madeleine Barbulée                 |
| L'Alouette                                | Théâtre Montparnasse-Gaston Baty | 14 أكتوبر 1952 | المؤلف ورولاند بييتري | Suzanne Flon, Michel Bouquet, Marcel André                        |
| Médée                                     | Théâtre de l'Atelier             | 26 مارس 1953   | André Barsacq         | Jean Servais, Michèle Alfa, Jean-Paul Belmondo                    |
| Cécile ou l'École des pères               | Comédie des Champs-Elysées       | 29 أكتوبر 1954 | Roland Piétri         | Henri Guisol, Catherine Anouilh, Maurice Méric                    |
| Ornifle ou le Courant d'air               | Comédie des Champs-Elysées       | 4 نوفمبر 1955  | Claude Sainval        | Pierre Brasseur, Jacqueline Maillan, Louis de Funès               |
| Pauvre Bitos ou le Dîner de têtes         | Théâtre Montparnasse-Gaston Baty | 12 أكتوبر 1956 | المؤلف ورولاند بييتري | Michel Bouquet, Bruno Cremer, Pierre Mondy                        |
| L'Hurluberlu ou le Réactionnaire amoureux | Comédie des Champs-Elysées       | 5 فبراير 1959  | Roland Piétri         | Paul Meurisse, Jean Claudio, Dominique Blanchar                   |
| Becket ou l'Honneur de Dieu               | Théâtre Montparnasse-Gaston Baty | 1 أكتوبر 1959  | المؤلف ورولاند بييتري | Daniel Ivernel, Bruno Cremer                                      |
| Le Nombril                                | Théâtre de l'Atelier             | 24 سبتمبر 1981 | المؤلف ورولاند بييتري | Bernard Blier, Françoise Brion, Guy Grosso                        |

## الروابط الخارجية
- جان أنويه على موقع IMDb (الإنجليزية)
- جان أنويه على موقع الموسوعة البريطانية (الإنجليزية)
- جان أنويه على موقع مونزينجر (الألمانية)
- جان أنويه على موقع ألو سيني (الفرنسية)
- جان أنويه على موقع ميوزك برينز (الإنجليزية)
- جان أنويه على موقع أول موفي (الإنجليزية)
- جان أنويه على موقع قاعدة بيانات برودواي على الإنترنت (الإنجليزية)
- جان أنويه على موقع قاعدة بيانات برودواي على الإنترنت (الإنجليزية)
- جان أنويه على موقع قاعدة بيانات الأفلام السويدية (السويدية)
- جان أنويه على موقع إن إن دي بي (الإنجليزية)

1. 1 2  Encyclopædia Britannica | Jean Anouilh (بالإنجليزية), QID:Q5375741
2. 1 2  Itaú Cultural. Enciclopédia Itaú Cultural | Jean Anouilh (بالبرتغالية). São Paulo: Itaú Cultural. ISBN:978-85-7979-060-7. OCLC:200770911. OL:28154359M. QID:Q41599984.
3. 1 2  filmportal.de | Jean Anouilh، QID:Q15706812
4. 1 2  Discogs | Jean Anouilh (بالإنجليزية), QID:Q504063
5. 1 2  Brockhaus Enzyklopädie | Jean Anouilh (بالألمانية), OL:19088695W, QID:Q237227
6. ↑  Gran Enciclopèdia Catalana | Jean Anouilh (بالكتالونية), Grup Enciclopèdia, QID:Q2664168
7. 1 2  Babelio | Jean Anouilh (بالفرنسية), QID:Q2877812
8. ↑  Большая советская энциклопедия: [в 30 т.] (بالروسية) (3rd ed.), Москва: Большая российская энциклопедия, 1969, Ануй Жан, OCLC:14476314, QID:Q17378135
9. 1 2 3 4  Archivio Storico Ricordi، QID:Q3621644
10. ↑  GeneaStar | Jean Anouilh، QID:Q98769076
11. ↑  Encyclopædia Britannica (بالإنجليزية), QID:Q5375741
12. ↑   https://www.discoverfrance.net/France/Theatre/Anouilh/anouilh.shtml. اطلع عليه بتاريخ 2019-06-11. {{استشهاد ويب}}: |url= بحاجة لعنوان (مساعدة) والوسيط |title= غير موجود أو فارغ (من ويكي بيانات) (مساعدة)
13. ↑  HOLLIS (بالإنجليزية), Harvard University, QID:Q54862624
14. ↑   http://www.fondation-del-duca.fr/prix-mondial. اطلع عليه بتاريخ 2020-07-09. {{استشهاد ويب}}: |url= بحاجة لعنوان (مساعدة) والوسيط |title= غير موجود أو فارغ (من ويكي بيانات) (مساعدة)
15. 1 2  Norwich، John Julius (1990). Oxford Illustrated Encyclopedia Of The Arts. USA: Oxford University Press. ص. 18. ISBN:978-0198691372.